# Jan Rusznica
Jan Rusznica (ur. 11 lutego 1929 w Bruay-la-Buissière) – polski inżynier i polityk, poseł na Sejm X kadencji (1989–1991).

## Życiorys
Ukończył studia chemiczne w Wyższej Szkole Inżynierskiej w Bydgoszczy w 1957, uzyskując tytuł zawodowy inżyniera.
Pracę zawodową rozpoczął w 1950 w Zakładach Tworzyw Sztucznych „ERG” w Bieruniu Starym (w zakładzie w Łaziskach Górnych). Od 1958 pracował w Dębickich Zakładach Opon Samochodowych „Stomil”, był technologiem i specjalistą ds. zagospodarowania odpadów. Do czasu przejścia w latach 80. na emeryturę pozostawał kierownikiem w Zakładzie Usług Gospodarczo-Socjalnych Stomilu w Dębicy. Był członkiem Naczelnej Organizacji Technicznej.
Od 1979 był działaczem ugrupowań opozycyjnych, w 1980 wstąpił do Niezależnego Samorządnego Związku Zawodowego „Solidarność”, objął stanowisko przewodniczącego komisji zakładowej w swoim miejscu pracy. Po wprowadzeniu stanu wojennego internowano go na okres od 13 grudnia 1981 do 29 kwietnia 1982.
W 1989 uzyskał mandat posła na Sejm X kadencji z okręgu dębickiego jako kandydat bezpartyjny z poparciem Komitetu Obywatelskiego. Był członkiem Obywatelskiego Klubu Parlamentarnego, zasiadał w Komisji Ochrony Środowiska, Zasobów Naturalnych i Leśnictwa.
Należał krótko do Porozumienia Centrum, z którego wkrótce wystąpił, wycofując się z polityki i nie ubiegając się o reelekcję.